# The Yosemite Trail
The Yosemite Trail è un film muto del 1922 diretto da Bernard J. Durning. La sceneggiatura di Jack Sturmwasser si basava su The One Way Trail, romanzo di Ridgwell Cullum pubblicato a Londra nel 1911. Prodotto e distribuito dalla Fox Film Corporation, il film aveva come interpreti Dustin Farnum, Irene Rich, Walter McGrail, Frank Campeau, William J. Ferguson, Charles K. French.

## Trama
Jim Thorpe e suo cugino Ned adorano entrambi Eve Marsham, ma la loro amicizia finisce quando Ned conquista e sposa Eva. Jim se ne va via in Sud America. Quando ritorna, scopre che Ned è diventato un criminale e maltratta la moglie. Alla fine Ned muore in una sparatoria ed Eva si rende conto di amare Jim.

## Produzione
Le riprese del film, prodotto dalla Fox Film Corporation con il titolo di lavorazione The One Way Trail, cominciarono a inizio luglio 1922.

## Distribuzione
Il copyright, richiesto dalla Fox Film Corp., fu registrato il 24 settembre 1922 con il numero LP19171. Lo stesso giorno, il film uscì nelle sale statunitensi distribuito dalla Fox Film Corporation e presentato da William Fox.
Non si conoscono copie ancora esistenti della pellicola che viene considerata presumibilmente perduta.